# 秋田佐知子
秋田 佐知子（あきた さちこ、1943年2月14日 - 2006年1月25日）は、日本の脚本家。

## 来歴・人物
宮崎県延岡市出身。7人きょうだいの五女。高校生時代から、地元の映画館に足繁く通う。1965年に日本大学芸術学部放送学科を卒業。一旦故郷の宮崎で教職に就いた後、1968年に再上京してシナリオ学校に入学。友人の紹介で出会った脚本家の西澤裕子の推薦で、1971年に電通に入ってラテ局のアシスタントとなり、実質的にドラマの企画製作に参加することになる。1978年の『微笑』（TBS）が、単独脚本での初作品といわれる。
2006年1月25日、癌のため死去。

## 主な担当作品

### テレビドラマ
太字は、単独脚本と思われるもの
- 狙われた婚約者（1977年9月17日、テレビ朝日）
- 花王 愛の劇場（TBS）
  - 岸壁の母（1977、原作：端野いせ）
  - 微笑（1977、原作：近藤啓太郎）
  - ダンプかあちゃん（1980）
  - 挽歌（1982、構成：長尾広生、原作：原田康子）
- コメットさん（1978、TBS）
- 虹を織る（1980、NHK連続テレビ小説）
- オレ達全員奈津子の子（1982、日本テレビ、月曜スター劇場）
- ちびっ子かあちゃん（1983、TBS、原作：山中恒）
- おまかせください、オレの女房どの 17・19話（1983年、フジ）
- 人妻捜査官 14話（1984年8月24日、テレビ朝日）
- 朝の連続ドラマ（よみうりテレビ）
  - 花いちばん（1986）
  - 花らんまん（1988）
  - 花ちりめん（1989）
  - 愛情物語（1992）
- CBC制作昼の連続ドラマ
  - 優しい関係（1990）
  - 愛らぶ家族（1992）
- 砂の上の家（1993、フジ、妻たちの劇場）
- デザートはあなた（1993、MBS、JTドラマBOX）
- 夏!デパート物語（1995、TBS）
- 東海テレビ制作昼の帯ドラマ
  - はるちゃん3（1999）
  - ザ・美容室（2000）
  - 幸福の明日（2000）
- 水戸黄門 第30部 23話（2002年6月17日、岡本さとると共作）

### 漫画原作
- 彩風（かぜ）のランナー（1998、女性駅伝ランナーが主人公のスポーツ漫画、画：藤田和子）